# Cavaglio-Spoccia
Cavaglio-Spoccia fue una comuna italiana de la provincia de Verbano-Cusio-Ossola, región de Piamonte.
El municipio fue fundado en 1927 mediante la fusión de los hasta entonces municipios separados de Cavaglio (que unía los pueblos cercanos de Cavaglio San Donnino y Gurrone) y Spoccia. La capital del municipio se fijó en una pequeña aldea llamada Lunecco, a medio camino entre las dos antiguas capitales municipales. El municipio existió hasta el 31 de diciembre de 2018, y a partir de entonces su territorio se integró en el actual municipio de Valle Cannobina, que mantuvo la capital municipal en Lunecco.

## Evolución demográfica
| Gráfica de evolución demográfica de Cavaglio-Spoccia entre 1861 y 2001 |
|                                                                        |
| Fuente ISTAT - elaboración gráfica de Wikipedia                        |